# 申坦
申坦，魏郡魏县人，南朝宋军事人物。
他是申永之子，申钟曾孙，曾任巴西、梓潼二郡太守。元嘉二十年（443年）三月，转任梁、南秦二州刺史。元嘉二十六年（449年），在武陵王刘骏麾下担任镇军咨议参军。元嘉二十七年（450 年），与王玄谟一同围攻滑台，却遭遇战败，被免去官职。之后在青州刺史萧斌麾下担任行建威将军、济南、平原二郡太守。元嘉二十八年（451年），率军攻打碻磝，战败后退入历城。元嘉三十年（453年），萧思话为讨伐刘劭之乱起兵时，申坦被任命为代理辅国将军，担任先锋。同年五月，率军攻陷京口城。孝建二年（455年），任宁朔将军、徐、兖二州刺史。大明元年（457年），北魏侵犯兖州，太子左卫率薛安都与东阳郡太守沈法系前往迎击，等到达兖州时，魏军已经撤退。申坦提议：“北魏屡次侵犯边境，我军出兵却毫无成效，这是因为有亡命之徒在为其引路，应当消灭这些亡命之徒。” 孝武帝刘骏采纳了他的建议。然而，亡命之徒们得知这一消息后，举村逃走，薛安都和沈法系因此被剥夺官位，以无官身份留任，申坦则被判处弃市之刑。群臣都为申坦辩护，却未被孝武帝采纳。就在即将执行刑罚之际，沈庆之进入刑场，哭着为申坦诉冤。市官将此事报告给孝武帝后，申坦得以保全性命，被关进监狱。不久后，他被赦免，担任骁骑将军，最终因病去世。其子申令孫、申闡。